# Fortanete
Fortanete – gmina w Hiszpanii, w prowincji Teruel, w Aragonii, o powierzchni 168,21 km². W 2014 roku gmina liczyła 201 mieszkańców.